# Dimetilammina
La dimetilammina (o DMA) è un composto organico derivato dall'ammoniaca. È un gas incolore, infiammabile e facilmente liquefacibile dall'odore di ammoniaca e pesce. Viene commercializzato in bombole, come gas liquefatto o in soluzione acquosa al 40% circa.
La dimetilammina è un'ammina secondaria prodotta facendo reagire metanolo e ammoniaca in presenza di catalizzatori, temperatura e pressione. La reazione produce una miscela di mono-metilammina, di-metilammina e tri-metilammina la cui concentrazione dipende dalle condizioni di reazione. Successivamente vengono separate e disidratate per distillazione.
{\displaystyle {\ce {CH3OH + NH3 -> CH3NH2 + H2O}}}
{\displaystyle {\ce {CH3NH2 + CH3OH -> (CH3)2NH + H2O}}}
{\displaystyle {\ce {(CH3)2NH + CH3OH -> (CH3)3N + H2O}}}
La dimetilammina trova impiego come agente depilante nella concia delle pelli, in tintoria, come agente flottante, accelerante per la gomma, antiossidante, assorbente di acidi in fase gas e in agricoltura come fungicida. È una materia prima per la produzione di solventi come la dimetilacetammide e la dimetilformammide, tensioattivi come la dimetildodecilammina ossido, 
prodotti farmaceutici come la difenidramina, 
saponi e prodotti per la pulizia e del Tabun, un'arma chimica.
La blatta grigia utilizza la dimetilammina come feromone per comunicare.